# Клиническая улица (Самара)
Клиническая улица — улица в городском округе Самара. Проходит через 3 района города: Октябрьский, Ленинский, Железнодорожный. Своё начало берёт от улицы Больничной, пересекает улицу Мичурина, Коммунистическую и прерывается на улице Чернореченской. Следующий участок улицы начинается в Железнодорожном районе с улицы Горной, пересекает улицу Авиационную, Речную и заканчивается улицей Верхне-Карьерной. Имеет относительную протяжённость 1,8 км.  

## История
Ориентировочная дата появления на карте Самары — 1880-е годы. Ранее имела название — Мельничная. Переименована в Клиническую в 1935 году. Проходила по территории тогдашней Солдатской Слободы, которая появилась ещё в 1850-х годах. 
К началу XX века являлась центральной улицей Мещанского посёлка. В 1970-х годах началась застройка Мичуринских микрорайонов. Первые высотные дома по Клинической появились возле улицы Больничной: дом № 14 (1970 год), дом № 17 (1972 год). В период с 1977-1978 годов Клиническая была застроена до улицы Чернореченской.   
В апреле 1980 года были проложены новые трамвайные пути, проходящие по участку улица Клинической, действующие по сей день.   

## Здания и сооружения
- № 16 — Самарский областной государственный архив
- № 20 — Участковый пункт полиции, отдел полиции № 5
- № 39 — Самарская областная клиническая стоматологическая поликлиника
- № 41 — Торгово-офисный центр «Мико»
- № 86 — Средняя общеобразовательная школа № 132  имени Г. П. Губанова, с углублённым изучением отдельных предметов
- № 160 — Привокзальная отопительная котельная ГРЭС

## Транспорт
Автобус: 52
Маршрутное такси: 207
Трамвай: 3, 15, 18